# Massimiliano Frezzato
Massimiliano Frezzato (Torino, 12 marzo 1967 – Torino, 21 ottobre 2024) è stato un fumettista italiano.

## Biografia
Tra il 1982 e il 1986 frequentò il I Liceo Artistico di Torino e, durante gli studi, si classificò secondo al concorso nazionale di fumetto a Prato. Ci riprovò nel 1989, vincendo stavolta il primo premio. 
I suoi primi lavori vennero pubblicati su varie riviste a partire dal 1985. Nel 1990 realizzò Margot scritto da Jerome Charyn. Tra il 1994 e il 1997 tenne un corso di fumetto e d'illustrazione editoriale presso l'Istituto Europeo di Design a Torino.
Nel 1996 pubblicò il primo volume della saga I custodi del maser, che lo terrà impegnato sino all'aprile 2005. Dal 2007 si affidò alla matita di Fabio Ruotolo per il prosieguo della saga, dedicandosi alla scrittura e alla supervisione dell'opera. La saga venne pubblicata in diversi paesi tra i quali Francia, Italia, Spagna, Portogallo, Germania, Belgio, Danimarca, Polonia e Stati Uniti d'America. 
Tra il 1998 e il 1999 insegnò all'Accademia d'arte Pictor di Torino.
È morto all'età di 57 anni, il 21 ottobre 2024, dopo una breve malattia.

## Pubblicazioni
1985
- febbraio - Gli ultimi (9 pagg. col.)
- giugno - Fantasia 1 (2 pagg. B/N)
- luglio - Fantasia 2 (3 pagg. B/N)
- settembre - Controfigure (5 pagg. B/N)

1986
- aprile - Pissi pissi (4 pagg. B/N)
- ottobre - L'appuntamento (2 pagg. B/N)

1989
- febbraio - Mio caro nemico (10 pagg. COL)
- luglio/agosto - Mio caro nemico (10 pagg. COL)

1990
- marzo - Sogno (6 pagg. B/N)
- aprile - Faccia di cane (5 pagg. B/N)
- ottobre - La fuga (8 pagg. B/N)
- novembre - Margot in bad town (I cap.)

1991
- gennaio - Margot in bad town (II cap.)
- marzo - Margot in bad town (III cap.)
- maggio - Margot in bad town (IV cap.)
- luglio/agosto - Margot in bad town (V cap.)
- settembre - Margot in bad town (VI cap.)

1992
- gennaio - Le citron ninja (1 pag. COL.)
- febbraio - Margot, queen of the night (11 pagg. COL.)
- aprile - Margot, queen of the night (8 pagg. COL.)
- giugno - Margot, queen of the night (8 pagg. COL.)
- agosto - Margot, queen of the night (8 pagg. COL.)
- dicembre - Margot, queen of the night (15 pagg. COL.)

1995
- febbraio - Piacere d'amore (5 pagg. col.)

1996
- gennaio - Piemonte di carta (1 pag. COL.)
- dicembre - I custodi del maser: La seconda luna (44 pagg. COL.)

1997
- agosto - Le ultime risorse (3 pagg. COL.)

1998
- gennaio - I custodi del maser II: L'isola dei nani (Cover + 44 pagg. COL. + 16 pagg. Ill. COL.)
- giugno - TY (5 pagg. COL.)

1999
- marzo - I custodi del maser III: L'occhio del mare (Cover + 44 pagg. COL.)
- novembre - Wolverine - Beer run (11 pagg. 1/2 tinta)
  - Maser IV: Matite (90 pagg. matita)

2000
- settembre - I custodi del maser IV: La torre di ferro (Cover + 44 pagg. COL.)

2003
- febbraio - I custodi del maser V: La cima del mondo (Cover + 44 pagg. COL. + 16 pagg. Ill. COL.)
  - I Custodi del Maser V - Gli Originali (48 pagg. COL.)

2005
- aprile - I custodi del maser VI: Il villaggio perduto (Cover + 44 pagg. COL. + 8 pagg. Ill. COL.)

2006
- gennaio - Tour de France: un disegnatore italiano nel paese dei fumetti (64 pagg. COL.)

2007
- gennaio - I custodi del maser VII: La giovane regina (48 pagg. COL.)

2008
- novembre - Bagatelle - Storie Brevi 1984-2008 (112 pagg. COL.)

2010
- aprile - Portfolio Frezzato Cerruti (14 tavole)
- settembre - Portfolio Frezzato Cerruti Edizione Deluxe (18 tavole)

2011
- novembre - I custodi del maser VIII: Il Grande Splendore (48 pagg. COL.)

2013
- novembre - Il gatto stregato (su testo di Paolo Cossi, 24 pagg. COL.)

2014
- novembre - Cappuccetto Rosso (24 pagg. COL.)

2015
- ottobre - Peter Pan (168 pagg. COL.)
- novembre - Peter Pan Artbook (48 pagg. COL.)
- novembre - FRABALU. Fragola Bambina Lupo (128 pagg. B/N)

2016
- maggio - Pinocchio (272 pagg. col.)
- ottobre - L'uomo albero (28 pagg. col.)

2017
- maggio - La barca volante (56 pagg. col.)
- ottobre - La città delle cose dimenticate (112 pagg. col.)

2018
- maggio - Il gatto sfigato (56 pagg. col.)

2019
- ottobre - La guida del tamarro del dr. Dubacq (64 pagg. col.)

## Mostre
- luglio 1990 - Un po' di fumetti - Galleria Antichi Chiostri
- settembre 1990 - Nuovi fumetti - Treviso Comics
- marzo 1993 - È obbligatorio proteggere la vista - Club 'Il Portale', Torino
- ottobre 1993 - Lame - Merò/Dr. Sax, Torino
- marzo 1994 - Come tutto si fa strano - Galleria 'Artenuova', Collegno (TO)
- settembre 1994 - Happening di fumetto ed illustrazione underground - Mostra itinerante
- febbraio 1995 - Torino Comics - Torino Esposizioni
- marzo 1995 - Selen tour - Mostra itinerante
- febbraio 1996 - Torinocomics - Torino Esposizioni
- febbraio 1997 - Tanino e i suoi allievi - Prato
- giugno 1997 - Omaggio a Crepax - Milano
- ottobre 1999 - Amadora - Personale (Portogallo)
- aprile 2005 - Mostra di tavole originali da I custodi del maser - Torino Comics - Lingotto fiere
- ottobre 2010 - Blu incanto e rosso ironia, mostra antologica a Lucca Comics & Games 2010.

## Riconoscimenti
- Premio Yellow Kid al Salone Internazionale dei Comics (2001)